# Peter Lever
Peter Lever (* 17. September 1940 in Todmorden, Vereinigtes Königreich; † 27. März 2025) war ein englischer Cricketspieler, der zwischen 1970 und 1975 für die englische Nationalmannschaft spielte.

## Aktive Karriere
Lever gab sein First-Class-Debüt in der Saison 1960 und spielte in der Folge für Lancashire. Als Fast-Medium-Bowler musste er lange hinter Spielern wie John Snow, Jeff Jones, David Brown und Ken Higgs zurückstecken.  Im Sommer 1970 war er Teil des englischen Teams, das gegen ein Weltauswahl spielte, wobei er 7 Wickets für 83 Runs erreichte, das später jedoch den Test-Status verlor. Daraufhin wurde er für die Tour in Australien in der Saison 1970/71 nominiert und gab im zweiten Spiel der Serie sein Test-Debüt. Im sechsten Spiel der Serie konnte er vier Wickets (4/49) und drei Wickets (3/43) im siebten Spiel erzielen. Auch war er bei der Tour Teil beim ersten ausgetragenen ODI überhaupt. Bei der sich anschließenden Tour in Neuseeland erreichte er sein erstes Fifty (64 Runs). Im Sommer 1971 gelangen ihm erst gegen Pakistan drei Wickets (3/10), bevor er gegen Indien im zweiten Test erst ein Fifty über 88* Runs und dann fünf Wickets (5/70) erzielte. Jedoch hatte er zu der Zeit Schwierigkeiten sich im Team zu halten.
In der Sommer 1974/75 wurde er abermals für die Ashes in Australien nominiert, wobei er im sechsten Test insgesamt neun Wickets (6/38 & 3/65) erreichte. Darauf folgten vier Wickets (4/35) im zweiten ODI in Neuseeland. Bei der Test-Serie der Tour traf er den Neuseeländer Ewen Chatfield mit einem Bouncer, der diesen kollabieren ließ und in der Folge wiederbelebt werden musste. Im Sommer 1975 fand dann der erste Cricket World Cup in England statt. Dabei erzielte er gegen Ostafrika 3 Wickets für 32 Runs. England verlor dann im Halbfinale gegen Australien. Nach der Saison wurde er nicht mehr für die Nationalmannschaft berufen und nach der Saison 1976 beendete er auch für Lancashire seine Karriere.

## Nach der aktiven Karriere
Nach seiner aktiven Zeit arbeitete er unter anderem als Bowling-Coach für das englische Team und später trainierte er einen lokalen Cricketclub. Im März 2025 verstarb Lever nach kurzer Krankheit im Alter von 84 Jahren.